# Xavi Mo-Ajok
Xavi Mo-Ajok, né le 16 septembre 2002, est un athlète néerlandais spécialiste des épreuves de sprint.

## Biographie
Il remporte la médaille d'argent du relais 4 × 100 m lors des championnats d'Europe 2024 à Rome, en compagnie de Taymir Burnet, Elvis Afrifa et Nsikak Ekpo.

## Palmarès
| Date | Compétition                   | Lieu    | Résultat | Epreuve   | Temps   |
| ---- | ----------------------------- | ------- | -------- | --------- | ------- |
| 2021 | Championnats d'Europe juniors | Tallinn | 2e       | 4 × 100 m | 40 s 07 |
| 2024 | Championnats d'Europe         | Rome    | 2e       | 4 × 100 m | 38 s 46 |

## Records
| Épreuve | Performance | Lieu              | Date           |
| ------- | ----------- | ----------------- | -------------- |
| 100 m   | 10 s 26     | La Chaux-de-Fonds | 2 juillet 2023 |
| 200 m   | 20 s 59     | Oordegem          | 28 mai 2022    |